# Billy Burke
William "Billy" Burke (Bellingham, Washington, 25 de noviembre de 1966) es un actor de cine y televisión estadounidense, conocido por sus apariciones en las series televisivas 24 y Wonderland. En 2008 interpretó a Charlie Swan, padre de Bella Swan (interpretada por Kristen Stewart), en las adaptaciones cinematográficas de la mundialmente conocida serie de novelas Crepúsculo.

## Biografía
Inicialmente Burke fue músico, y se mudó a Los Ángeles con un importante sello discográfico que «no acababa de desplazarse fuera» y esto le permitió explorar la única cosa en la cual sabía que era bueno, la música. Con dos películas independientes rodadas en su país natal, así comenzó a acudir a audiciones y no tardó en trabajar como actor.
Tras una serie de apariciones televisivas como el "chico malo", consiguió su primer papel en la película del estudio de los hermanos Zucker Mafia! Estafa como puedas (1998). Aprovechando su sensibilidad inexpresiva ganó el papel principal en Dill Scallion (1999), el clásico de culto "falso documental" sobre el auge y la caída de un cantante de música country.
Su coprotagonista en Dill Scallion, que entonces era un joven escritor y director, Peter Berg, fue quien trajo de regreso a la televisión a Billy con Dr. Abe Matthews, en el aclamado drama de ABC Wonderland (2000). Aunque fue de corta duración, Wonderland ganó los corazones de los críticos y los fanes, por igual, y ha sido recientemente reeditado en su totalidad a través de DirecTV.
Along Came a Spider (2001) marcó el regreso de Billy a las películas de estudio. A continuación, regresó de nuevo a la televisión para la segunda temporada de la exitosa serie de Fox, 24 en (2003). Su retrato inquietante de padre abusivo y marido, Gary Matheson, aún resuena como un favorito de los fanes.
En 2004, Billy se unió a John Travolta y Joaquin Phoenix en el drama de bomberos Brigada 49. Tras varias actuaciones notables en televisión, fue elegido junto a Anthony Hopkins y Ryan Gosling en New Line's para Fracture un éxito en 2007, dirigida por "Policías de Nueva York" creado por Gregory Hoblit. Así llamó la atención del ganador de un Oscar el director Robert Benton, el cual invitó a Billy para unirse a su elenco y el de Lakeshore Entertainment's para protagonizar Feast of Love junto a Morgan Freeman y Alexa Davalos.
En 2007, Catherine Hardwicke y Summit Entertainment estaban buscando a alguien que pudiera interpretar a Charlie Swan de la serie best-seller La Saga Crepúsculo. Después de una breve reunión y lectura de algunas escenas, Billy y Catherine estuvieron de acuerdo con que estaba "destinado a ser".
En febrero de 2010, Burke fue elegido como Jonah King, el principal protagonista de Drive Angry 3D, dirigida por Patrick Lussier y coprotagonizada por Amber Heard, Nicolas Cage y William Fichtner. Fue lanzado el 25 de febrero de 2011. A partir de julio de 2010, Burke aparece en la serie dramática de TNT, Rizzoli & Isles.
En 2012, fue elegido como protagonista en la serie de ciencia ficción de NBC Revolución, creada por Eric Kripke y producida por J.J. Abrams. Burke volvió a interpretar su papel en Caso resuelto (Temporada 7, episodio 16, "Testigo hostil", interpretando el violador y asesino, abogado Phillip Stroh). Volvió a aparecer al final de la última temporada en un enfrentamiento contra la Policía de Los Ángeles. Además en 2012 Billy interpretó por última vez su papel de Charlie Swan, después de 5 años, en la última entrega de The Twilight Saga: Breaking Dawn - Part 2.

## Vida personal
Burke es uno de los rostros famosos en el sitio web de póquer en línea Hollywood Poker, que se ejecuta en conjunto con Ongame Network.
Billy estuvo casado con la actriz Pollyanna Rose desde 2008 hasta 2017. Tienen una hija llamada Bluesy Burke LaRue.

## Filmografía
| Año       | Título                                                 | Personaje                     | Notas                                                            |
| --------- | ------------------------------------------------------ | ----------------------------- | ---------------------------------------------------------------- |
| 1990      | Daredreamer                                            |                               |                                                                  |
| 1991      | To Cross the Rubicon                                   | James Bird                    |                                                                  |
| 1992      | Literary Visions                                       | Actor                         | Serie de TV documental                                           |
| 1994      | Star Trek: espacio profundo nueve                      | Ari                           | Serie de TV: episodio "Second Skin"                              |
| 1995      | Strange Luck                                           |                               | Serie de TV: episodio "Over Exposure"                            |
| 1995      | All-American Girl                                      | Cody                          | Serie de TV: episodio "Notes from the Underground"               |
| 1995      | Vanishing Son                                          | Spider McKeun                 | Serie de TV: episodio "Sweet Sixteen"                            |
| 1996      | Marshal Law                                            | Monk                          | Película de TV                                                   |
| 1996      | The Ultimate Lie                                       |                               | Película de TV                                                   |
| 1996      | Gone in the Night (Desaparecida en la noche)           | Rob Kinney                    | Película de TV                                                   |
| 1996      | Party of Five (Cinco en familia)                       | Tipo en un club/Gil           | Serie de TV: "Fathers and Sons"(1994)- "Poor Substitutes" (1996) |
| 1997      | VR.5                                                   | Marco                         | Serie de TV: episodio "Parallel Lives"                           |
| 1998      | Don't Look Down                                        | Mark Engel                    | Película para TV                                                 |
| 1998      | Without Limits                                         | Kenny Moore                   |                                                                  |
| 1998      | Mafia! estafa como puedas                              | Joey Cortino                  |                                                                  |
| 1999      | Komodo                                                 | Oates                         |                                                                  |
| 1999      | Dill Scallion                                          | Dill Scallion                 |                                                                  |
| 2000      | The Independent                                        | Dwayne                        |                                                                  |
| 2000      | Wonderland                                             | Dr. Abe Matthews              | Serie de TVs                                                     |
| 2001      | Final Jeopardy                                         | Mike Chapman                  | Película para TV                                                 |
| 2001      | Along Came a Spider (La hora de la araña, La telaraña) | Ben Devine                    |                                                                  |
| 2001      | After Image                                            | Sammy                         |                                                                  |
| 2002      | Flashpoint                                             | Shaw                          | Película para TV                                                 |
| 2002-2003 | 24                                                     | Gary Matheson                 | Serie de TV                                                      |
| 2003      | Karen Sisco                                            | Merle Salchek                 | Serie de TV: episodio "Dumb Bunnies"                             |
| 2003      | Lost Junction                                          | Jimmy McGee                   |                                                                  |
| 2003      | Gilmore Girls                                          | Alex Lesman                   | Serie de TV: 3 episodios                                         |
| 2003      | Something More                                         | Peter                         | Corto                                                            |
| 2004      | Brigada 49                                             | Dennis Gauquin                |                                                                  |
| 2004      | The Jury                                               | John Ranguso                  | Serie de TV: 2 episodios                                         |
| 2004      | Monk                                                   | Brad Terry                    | Serie de TV: episodio "Mr. Monk and the T.V. Star"               |
| 2007      | Feast of Love (El juego del amor)                      | David Watson                  |                                                                  |
| 2007      | Fracture                                               | Teniente Robert 'Rob' Nunally |                                                                  |
| 2007      | Law & Order                                            | Attorney Farmer               | Serie de TV: episodio "Charity Case"                             |
| 2007      | Three Days to Vegas                                    | Billy Simpson                 |                                                                  |
| 2007      | Backyards & Bullets                                    |                               | Película para TV                                                 |
| 2007      | Forfeit                                                | Frank                         |                                                                  |
| 2008      | Crepúsculo                                             | Charlie Swan                  |                                                                  |
| 2008      | Fringe: Al límite                                      | Lucas Vogel                   | Serie de TV: "In Which We Meet Mr. Jones"                        |
| 2008      | My Boys                                                | Jack Newman                   | Serie de TV                                                      |
| 2008      | The Grift                                              | Wade Buchanan                 |                                                                  |
| 2008      | Untraceable (\|Rastro oculto, Sin rastros)             | Detective Eric Box            |                                                                  |
| 2009      | La saga Crepúsculo: Luna nueva                         | Charlie Swan                  |                                                                  |
| 2009      | Luster                                                 | Tito                          |                                                                  |
| 2009-2012 | The Closer                                             | Phillip Stroh                 | Serie de TV: 3 episodios                                         |
| 2010      | La saga Crepúsculo: Eclipse                            | Charlie Swan                  |                                                                  |
| 2010      | David and Goliath                                      |                               | Corto                                                            |
| 2010      | Removal                                                | Eric Kershe                   |                                                                  |
| 2010-2016 | Rizzoli & Isles                                        | Agente especial Gabriel Dean  | Serie de TV                                                      |
| 2011      | Red Riding Hood                                        | Cesaire                       |                                                                  |
| 2011      | La saga Crepúsculo: Amanecer Part 1                    | Charlie Swan                  |                                                                  |
| 2011      | Drive Angry 3D                                         | Jonah King                    |                                                                  |
| 2012-2018 | Major Crimes                                           | Phillip Stroh                 | Serie de TV                                                      |
| 2012      | La saga Crepúsculo: Amanecer Part 2                    | Charlie Swan                  |                                                                  |
| 2012      | Huyendo del pasado                                     | Dennis                        |                                                                  |
| 2012      | Highland Park                                          | Lloyd Howard                  |                                                                  |
| 2012      | Freaky Deaky                                           | Chris Mankowski               |                                                                  |
| 2012      | Revolution                                             | Miles Matheson                | Serie de TV                                                      |
| 2012      | Jesus in Cowboy Boots                                  | Cowboy                        |                                                                  |
| 2015      | Zoo                                                    | Mitch Morgan                  | Serie de TV                                                      |
| 2016      | Lights Out                                             | Paul                          |                                                                  |
| 2016      | Chicago P.D.                                           | Jake McCoy                    | Serie de TV : episodio "Some Friend"                             |
| 2018      | FBI                                                    | Quinn Rowan                   | Serie de TV : episodio "The Armorer's Faith"                     |
| 2018      | Breaking in - Irrupción                                | Eddie                         |                                                                  |
| 2020-2021 | 9-1-1: Lone Star                                       | Capitán                       | Serie de TV                                                      |
| 2022-2024 | Fire Country                                           | Vince Leone                   | Serie de TV                                                      |

- Datos: Q325020
- Multimedia: Billy Burke / Q325020